# رحلة لاكشمي
رحلة لاكشمي (بالهندية: भाग्य लक्ष्मी) (بالإنجليزية: Bhagya Lakshmi) هو مسلسل هندي درامي وتم عرضه لأول مرة في 3 أغسطس 2021 على زي تي في. من إنتاج شركة بالاجي تيليفيلمز التابعة لإيكتا كابور وشوبها كابور. شارك في بطولة المسلسل آيشواريا كاري وروهيت سوشانتي، تم دبلجته بالعربية على قناة زي ألوان.

## وصلات خارجية
- رحلة لاكشمي على موقع IMDb (الإنجليزية)
- رحلة لاكشمي على موقع قاعدة بيانات الأفلام العربية
- رحلة لاكشمي على موقع كينوبويسك (الروسية)
- رحلة لاكشمي على موقع قاعدة بيانات الفيلم (الإنجليزية)